# Yves Beauchesne
Pour les articles homonymes, voir Beauchesne.
Yves Beauchesne (Sainte-Marie, 1948 - juillet 1992) est un écrivain québécois.
Il enseigne à tous les niveaux, de l'élémentaire à l'universitaire. Il se lance par la suite, avec son ami David Schinkel, dans l'écriture pour adolescents.

## Œuvres
- Nuit battante (17 septembre 1982)
- Mack Le Rouge (1987)
- Le Don (18 septembre 1990)
- L'Anneau du guépard (29 août 1989)
- Aller retour (13 avril 1986)

Plusieurs œuvres écrites avec David Schinkel.

## Honneurs
- 1985 - Concours littéraire ACELF, Deuxième chance
- 1987 - Prix du Gouverneur général, Le Don
- 1987 - Prix Alvine-Bélisle, Le Don